# Бархатный переулок
Бархатный переулок — улица Москвы в районе Ново-Переделкино (Западный административный округ, Москва) от Новоорловской улицы.

## Происхождение названия
Проектируемый проезд № 636 получил название Бархатный переулок в июне 2021 года. Раньше на территории Ново-Переделкина находилось село Орлово (или, по другим источникам, Орловец), в котором в 1825 году начала работать ковровая фабрика купца Епанешникова. В 1830-е годы здесь выпускали «бархатные ковры из шпанской и русской шерсти».

## Описание
Бархатный переулок начинается от Новоорловской улицы, проходит на юго-восток до Проектируемого проезда № 635.